# Ellinghausen (Twistringen)
Ellinghausen gehört zum Ortsteil Heiligenloh der Stadt Twistringen im niedersächsischen Landkreis Diepholz.

## Geografie und Verkehrsanbindung
Der Ort liegt südwestlich der Kernstadt Twistringen und östlich des Kernortes Heiligenloh an der Kreisstraße K 102 und am Ellinghäuser Bach. Östlich des Ortes verläuft die B 51, südlich fließt die Heiligenloher Beeke.

## Infrastruktur
In Ellinghausen gibt es keine Straßenbezeichnungen, sondern nur Hausnummern, nach denen sich Einwohner, Postboten, Lieferanten und Besucher orientieren müssen.